# Krystian Kalkstein
Krystian (Chrystian) Ludwik Kalkstein (Kalckstein) herbu Kos odmienny (ur. ok. 1630 w dobrach Bautzen k. Pruskiej Iławy, zm. 8 listopada 1672 w Kłajpedzie) – pułkownik polskich wojsk koronnych, jeden z przywódców opozycji antyelektorskiej w Prusach Książęcych i rzecznik ich zespolenia z Polską. Porwany z Polski przez agentów elektora brandenburskiego Fryderyka Wilhelma, został stracony w Kłajpedzie.

## Życiorys
Jego ojciec, generał Albrecht Kalkstein (Kalckstein) posiadał wielkie majątki ziemskie w okolicach Pasłęka, Prabut oraz dobra rodowe Knauten, leżące koło Mühlhausen, w połowie drogi między Królewcem i Pruską Iławą. Był zwolennikiem łączności Prus z Polską i w tym duchu prowadził działalność opozycyjną na sejmach pruskich, ale zastraszony represjami wycofał się pod koniec życia z działalności politycznej i osiadł w swoim majątku w Knauten, poświęcając się gospodarowaniu w dobrach rodowych.
Krystian Kalkstein przez pewien czas przebywał na służbie u króla Francji Ludwika XIV, ucząc się sztuki wojennej. Potem przyjechał do Polski, poznał przyjaciół, nauczył się języka polskiego i prędko dosłużył się stopnia podpułkownika. W roku 1655 porzucił służbę w wojsku polskim, przechodząc na żołd elektora brandenburskiego. Jako oficer armii pruskiej walczył w czasie potopu szwedzkiego przeciw Polsce. Podczas tej kampanii awansował na pułkownika oraz otrzymał starostwo oleckie, które wcześniej elektor odebrał jego ojcu, generałowi Albrechtowi Kalksteinowi.
Bliscy krewni pułkownika, którym zależało na korzystniejszym podziale spadku po zmarłym w 1667 roku generale Albrechcie Kalksteinie, oskarżyli go o spisek i obrazę majestatu księcia elektora. Pułkownik stanął przed sądem elektorskim i został skazany na dożywotnie więzienie. Dzięki interwencji księcia Bogusława Radziwiłła surowy wyrok zamieniono na pięć tysięcy (pierwotnie 13 tysięcy) talarów grzywny. Kalkstein nie zapłacił i uciekł do Warszawy. Przyjęto go tam jako męczennika sprawy swobód obywatelskich i wolności szlacheckiej. Odnowił dawne znajomości, a na sejmie warszawskim występował w obronie praw i przywilejów stanów pruskich, apelując do opinii szlacheckiej, by nie godzono się z suwerennymi rządami Hohenzollernów w Prusach Książęcych.
Elektor objął majątki Kalksteina sekwestrem i domagał się od Michała Korybuta Wiśniowieckiego wydania go jako przestępcy, lecz król odmówił. Ludzie elektora przy pomocy rezydenta Hohenzollerna w Warszawie, Brandta, porwali Kalksteina 28 listopada 1670 r. Przewieziony został do Kłajpedy i uwięziony w lochu miejscowego zamku. Przykuty został tam w kajdankach do specjalnego pnia kaźni (niem. Pfefferstube). Kalkstein był przesłuchiwany i torturowany według instrukcji opracowanej przez elektora. W czasie przesłuchań zachowywał się mężnie i nie wydał członków opozycji antyelektorskiej. Krystian Ludwik Kalkstein został ścięty 8 listopada 1672.
Przed śmiercią Kalkstein pisał do swej żony:
Sercem ukochana żono! Kochane dzieciątka wyprawcie tem lepiej im prędzej do Reszla, następnie do Pułtuska, rozkażcie nauczycielowi, aby je wychował w bojaźni boskiej i w wierze luterskiej, udzielał im pilnie nauki i wyuczył ich na ex fundamento łacińskiego, polskiego języka i rachunków.
W osobnym liście do dzieci napomniał je: Uczcie się po polsku i chrońcie się do Polski, bo nie ma już dla was miejsca w uciemiężonych Prusach. Jego wolę spełniono i trzej synowie Kalksteina służyli w wojsku polskim.

## W sztuce
Dzieje Kalksteina zainspirowały Adama Krechowieckiego do napisania tetralogii O Tron: Ostatni dynasta (1898), Piast (1898), Sława (1901) i Mrok (1905).
Melchior Wańkowicz opisał losy Kalksteina w ksiażce Na tropach Smętka (1936).
Krystian Kalkstein był pierwowzorem postaci pułkownika Krzysztofa Dowgirda, głównego bohatera serialu Czarne chmury (1973).

## Mity
Krystian Kalkstein podczas pobytu w Polsce używał też formy nazwiska „Stoliński”. Mitem jest, że przyjął to nazwisko od Stolna, które nabył. W rzeczywistości przybrał sobie drugą część nazwiska „Stoliński” od bardzo odległych krewnych Kalkstein Stolińskich ze Stolna, by nawiązać więź z Polską.
Kolejnym mitem dotyczącym Krystiana Kalksteina  jest to, że  jest przodkiem Ludwika Kalksteina  agenta Gestapo  który się uważał za potomka Krystiana, w rzeczywistości Ludwik Kalkstein  według genealogii był potomkiem Kalksteinów z ziemi Brodnickiej, pierwszym Kalksteinem osiadłym w okolicy Brodnicy był Jan Kalkstein, któremu Ludwik v. Erlichshausen  w 1450 roku nadał 11 łanów ziemi na prawie magdeburskim w Świeciu koło Brodnicy. W okolicy Brodnicy mieszkała też  gałąź Kalksteinów wywodząca się z Polaszek . 